# فيروسات كوموية
الفيروسات الكوموية (بالإنجليزية: Comoviridae)‏ هي عائلة من الفيروسات تضم الأجناس التالية:
- جنس فيروس كوموي;الأنواع: فيروس تبرقش اللوبياء
- جنس فيروس الفاصوليا;الأنواع: فيروس ذبول الفاصوليا البين 1
- جنس ;الأنواع: فيروس بقع التبغ الحلقية

## وصلات خارجية
- نطاق فيروسي فيروسات كوموية

1. 1 2  International Committee on Taxonomy of Viruses, ed. (30 Jun 2014), ICTV Master Species List 2013 v2 (بالإنجليزية), QID:Q18810383
2. 1 2  International Committee on Taxonomy of Viruses, ed. (12 Jun 2015), ICTV Master Species List 2014 v4 (بالإنجليزية), QID:Q24716610